# Vergeletto
Vergeletto è una frazione di 64 abitanti del comune svizzero di Onsernone, nel Canton Ticino (distretto di Locarno).

## Geografia fisica
Vergeletto si trova in cima all'omonima valle, solcata dal torrente Ribo, la quale sbocca nell'alta valle Onsernone poco più a valle del cosiddetto Ponte Oscuro. Il territorio comprende il laghetto alpino di Cavegna (o di Porcarescio), posto a 1 958 m s.l.m., appena oltre il passo omonimo, ha una superficie di circa 5 m².

## Storia

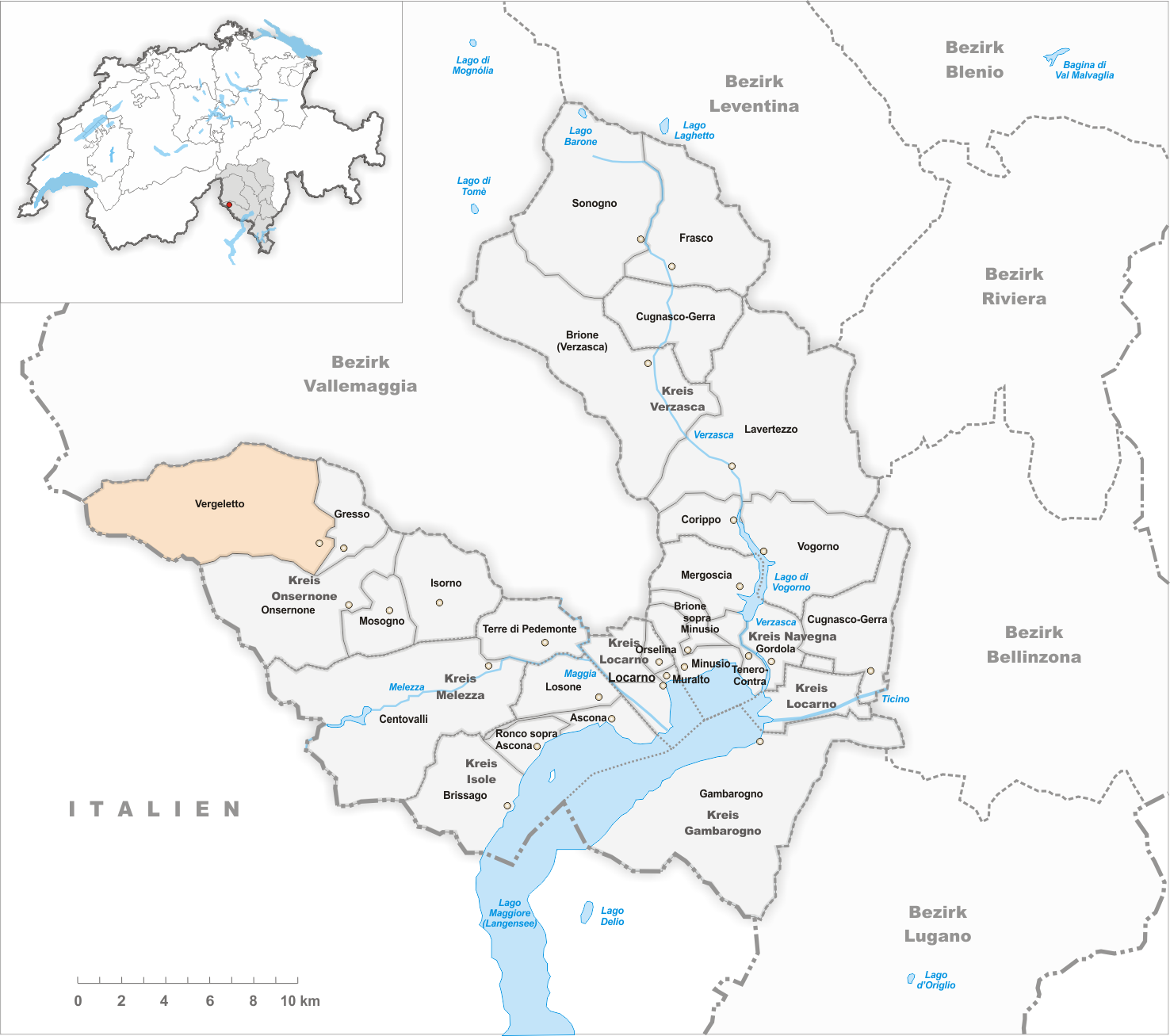
Il territorio del comune di Vergeletto prima degli accorpamenti comunali del 2016

Già comune autonomo dal quale nel 1822 era stata scorporata la località di Gresso (divenuta comune autonomo) e che si estendeva per 40,7 km², nel 2016 è stato accorpato al comune di Onsernone assieme agli altri comuni soppressi di Gresso, Isorno e Mosogno. La fusione è stata decisa nonostante la votazione popolare del 23 settembre 2012, con 17 voti favorevoli e 37 contrari, ed è entrata in vigore il 10 aprile 2016 dopo la ratifica del Gran Consiglio.

## Monumenti e luoghi d'interesse
- Chiesa parrocchiale della Beata Vergine Annunciata, del 1658[5];
- Casa Garbani, del 1750[senza fonte];
- Antico mulino[5];
- Capanna Arena;
- Capanna Ribia.

## Società

### Evoluzione demografica
L'evoluzione demografica è riportata nella seguente tabella:
Abitanti censiti

## Amministrazione
Ogni famiglia originaria del luogo fa parte del comune patriziale di Onsernone e ha la responsabilità della manutenzione di ogni bene ricadente all'interno dei confini della frazione.